# مخطوطة المزامير العظيمة

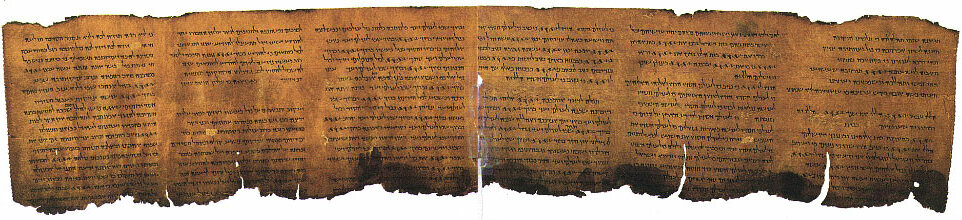
مخطوطة المزامير العظيمة

مخطوطة المزامير العظيمة التي تعرف بالرمز 11Q5، هي أهم مخطوطة وأفضلها حالةً ضمن مخطوطات سفر المزامير السبعة والثلاثين التي اكتشفت بين مخطوطات البحر الميت في كهوف قمران، وهي مخطوطة محفوظة جيدًا، وهي إحدى مخطوطات المزامير الستة المكتشفة في الكهف رقم 11.

## الوصف

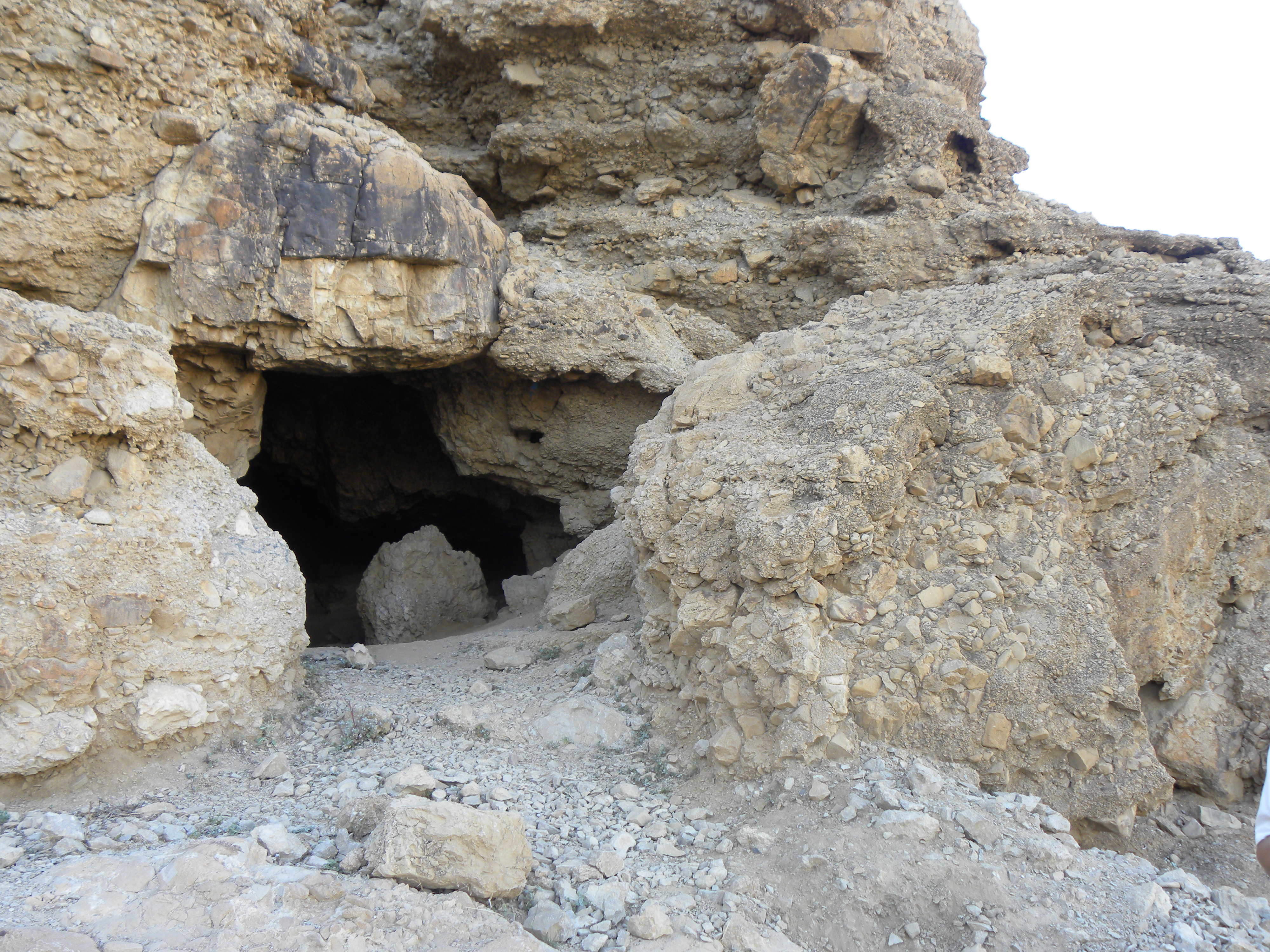
مدخل الكهف رقم 11.

اكتشفت المخطوطة في فبراير 1956م، أي بعد نحو عشر سنوات من الاكتشاف الأولي لمخطوطات البحر الميت. اشترى متحف آثار فلسطين المخطوطة، وعرضها لأول مرة في نوفمبر 1961م. ثم اشترى المتحف أربع قصاصات تنتمي لهذا المخطوطة لاحقًا. مادة المخطوطة من جلد حيواني أصفر داكن يبلغ سمكه أقل بقليل من 1 ملم. أما الهيئة الأساسية للمخطوطة، فتتكون من خمسة قطع من الجلد، لا تزال مخيطة معًا، ويبلغ طولها 4.253 مترًا. يُعتقد أنها كتبت في الفترة بين 30-50م، وهي مكتوبة بالأسلوب العبري الكتابي. عند فتح المخطوطة تشكل قوسًا طفيفًا، نصفه العلوي نظيف ومصان بشكل جيد، بينما الجزء السفلي تحلّل بشكل ملحوظ. فككت رموزها ونشرت لأول مرة على يد جيمس أ. ساندرز سنة 1965م، الذي نشر نسخة ثانية منها بعد ذلك بعامين أكثر عمومية لتصل لجمهور أوسع. المخطوطة الكاملة منشورة في مكتبة ليون ليفي الرقمية لمخطوطات البحر الميت.

## وصلات خارجية
- The Great Psalms Scroll in the Leon Levy Dead Sea Scrolls Digital Library.
- The Shrine of the Book[وصلة مكسورة], where many of the Dead Sea Scrolls are housed.
- Intertextuality with the scroll and the book of Sirach highlighting the possible reception history of the Psalms Scroll.